# (12718) Le Gentil
(12718) Le Gentil est un astéroïde de la ceinture principale.

## Description
(12718) Le Gentil est un astéroïde de la ceinture principale. Il fut découvert le 6 juin 1991 à La Silla par Eric Walter Elst. Il présente une orbite caractérisée par un demi-grand axe de 2,27 UA, une excentricité de 0,17 et une inclinaison de 4,5° par rapport à l'écliptique.

## Compléments